# Denkmal Kaiser Wilhelm I. (Querfurt)

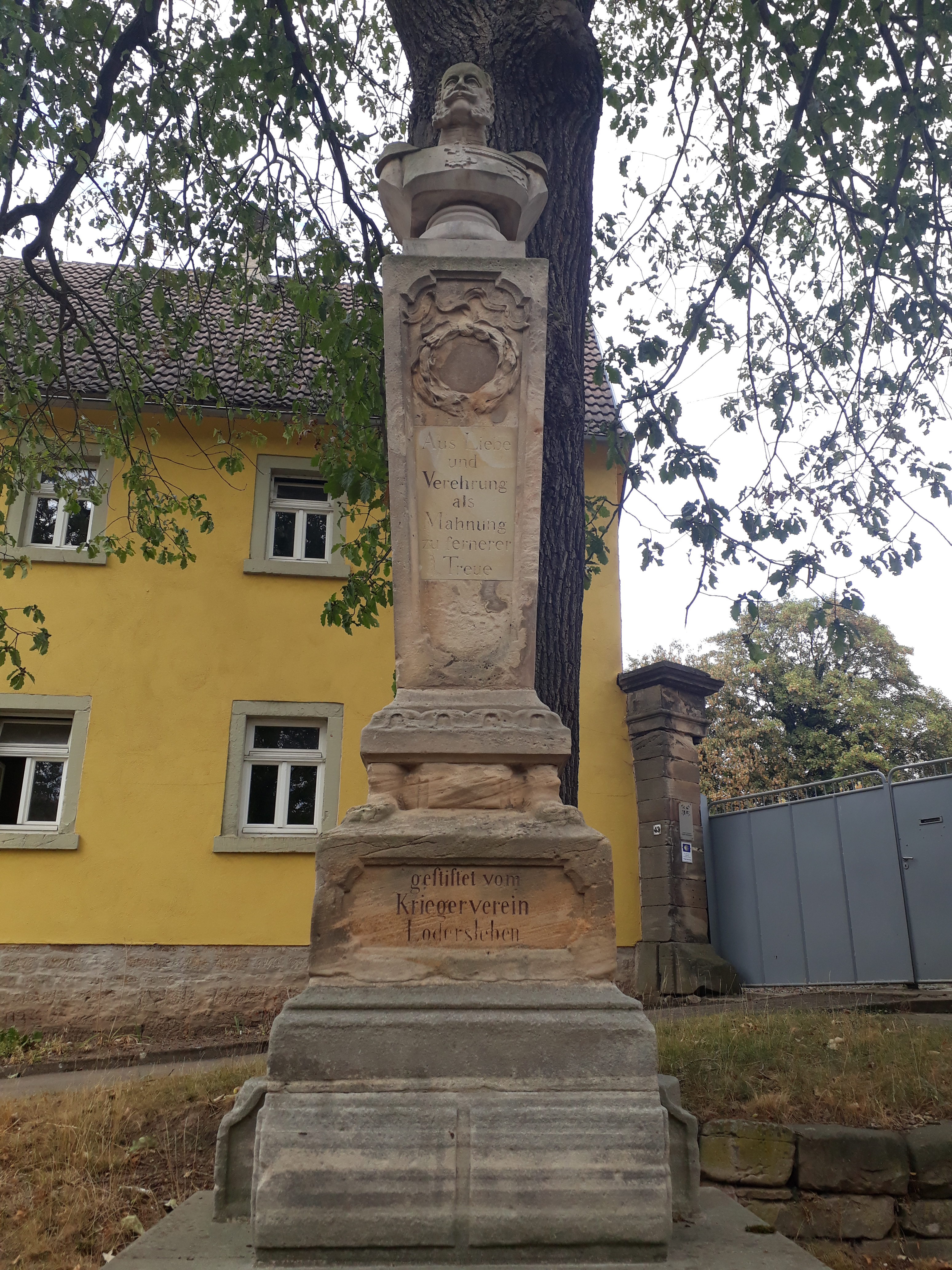
Denkmal Kaiser Wilhelm I.

Das Denkmal Kaiser Wilhelm I. ist ein geschütztes Denkmal in der Ortschaft Lodersleben der Stadt Querfurt in Sachsen-Anhalt. Im örtlichen Denkmalverzeichnis ist es unter der Erfassungsnummer 094 20981 als Baudenkmal verzeichnet.
Das Denkmal wurde anlässlich der Goldenen Hochzeit von Kaiser Wilhelm I. im Jahr 1879 enthüllt. Die Büste des Herrschers ruht auf einer Stele. Die Stele ist gleichzeitig ein Kriegerdenkmal für die Gefallenen des Deutschen Kriegs von 1866 und des Deutsch-Französischen Kriegs von 1870/71. Die Inschrift in der Vorderseite lautet  Aus Liebe und Verehrung als Mahnung zu fernerer Treue. Gestiftet wurde das Denkmal vom örtlichen Kriegerverein. Im Jahr 2003 wurde das Denkmal saniert.
Das Denkmal befindet sich an der Straße des Friedens, südöstlich der Sankt-Pankratius-Kirche.